# Flèches d'Argent
Ne pas confondre avec le service de la Flèche d'argent de la SNCF.

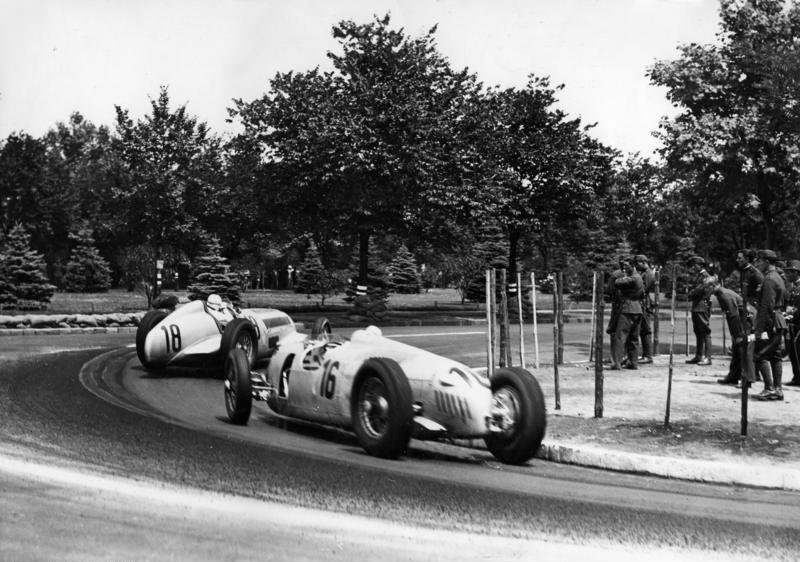
La Mercedes-Benz W25 de Rudolf Caracciola poursuivie par l'Auto Union Type C de Bernd Rosemeyer au Grand Prix de Hongrie 1936.

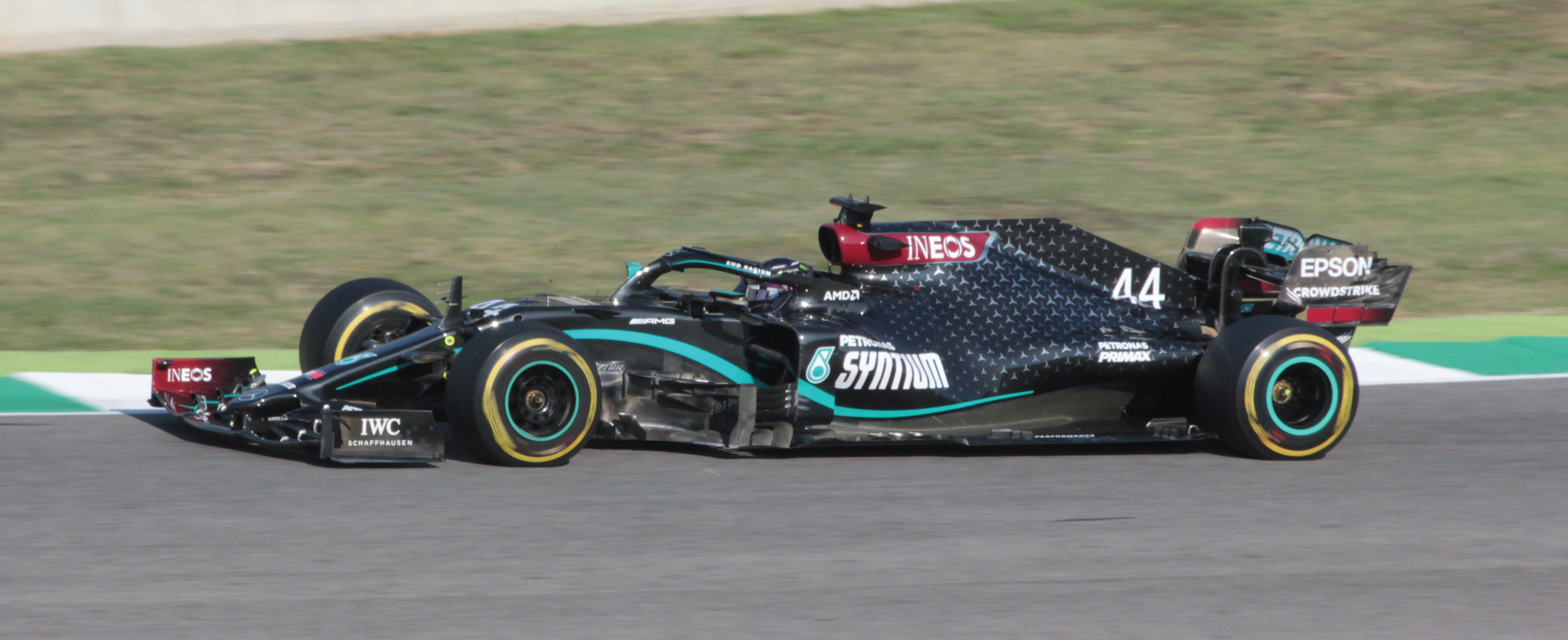
La Mercedes W11 pilotée par Lewis Hamilton qui remporte son septième titre mondial à son volant en 2020.

Le terme de Flèches d'Argent (en allemand : Silberpfeil) désigne les Mercedes-Benz et Auto Union ayant dominé les Grands Prix entre 1934 et 1939. Le nom, initialement donné par la presse allemande avant-guerre, a également été utilisé après-guerre pour désigner les Mercedes-Benz en Formule 1 et en Championnat du monde des voitures de sport, en 1954 et 1955, et l'est encore de nos jours, depuis le retour de Mercedes en tant que constructeur en Formule 1 en 2010 et qui a dominé sans interruption le championnat du monde de la saison 2014 à celle de 2021, avec huit titres constructeurs consécutifs et sept chez les pilotes. Parmi les nombreux pilotes des Flèches d'Argent en compétition à travers l'histoire, Lewis Hamilton occupe une place particulière, puisqu'en douze saisons (de 2013 à 2024), il remporte six titres mondiaux, contribue à l'obtention de huit titres des constructeurs, remporte 84 Grand Prix, obtient 78 pole positions et monte 153 fois sur le podium. 

## Histoire
Plusieurs décennies avant l'introduction des livrées aux couleurs des sponsors dans le sport automobile, chaque pays avait ses couleurs attitrées en course. L'Italie se sert du Rosso corsa, le Royaume-Uni du British racing green, la France du Bleu de France, etc.
Les voitures allemandes, telles que la Blitzen-Benz de 1909, sont blanches. Les trois Mercedes remportant le Grand Prix de l'ACF 1914 le sont également. Cependant, on relève que les Mercedes de l'Italien Giulio Masetti et de l'Allemand Christian Werner qui remportent les éditions 1922 et 1924 de la Targa Florio sont peintes en rouge, soit, la couleur des pilotes locaux. La Mercedes-Benz SSK avec laquelle Rudolf Caracciola remporte les Mille Miglia en 1931 est, elle, peinte dans une livrée « blanc éléphant ».
Une histoire assez répandue laisse à penser que la création des Flèches d'Argent est accidentelle. L'Association Internationale des Automobile Clubs Reconnus (AIACR) imposait en 1934, un poids maximal de 750 kg (hors essence et pneumatiques). Pour l'Eifelrennen 1934, les voitures passent à la pesée et celle de Manfred von Brauchitsch est pesée à 751 kg. Il reçoit l'ordre d'Alfred Neubauer de poncer la peinture blanche de la carrosserie, laissant apparaître la carrosserie gris aluminium de celles qui vont devenir les Flèches d'Argent. Toutefois, Neubauer et Von Brauchitsch (qui publiera plus tard ses mémoires : Männer, Frauen und Motoren) démentent la théorie selon laquelle la « création » des Flèches d'Argent est accidentelle, insistant sur le fait que cette idée était volontaire.

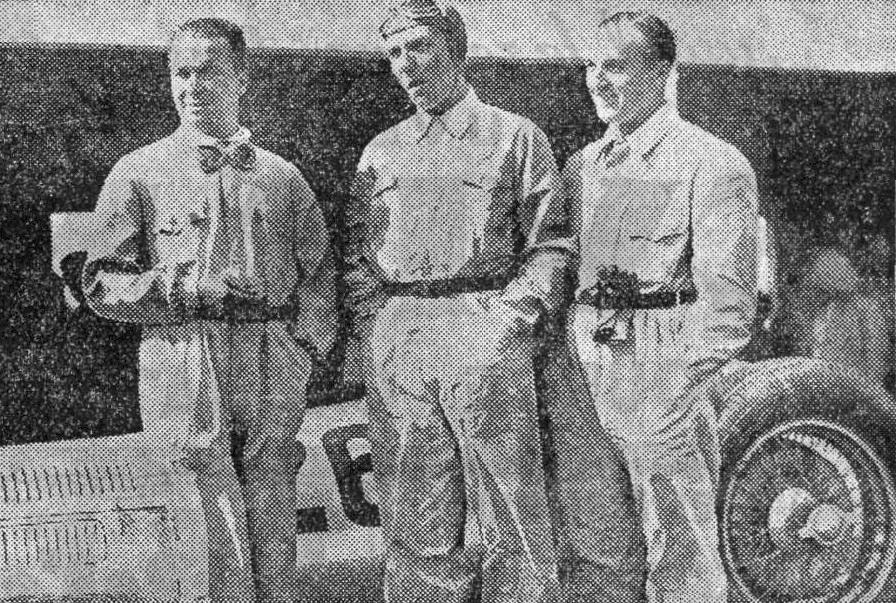
Les coureurs allemands Mercedes-Benz Rudolf Caracciola, Manfred von Brautschisch et Hermann Lang, en première ligne en 1938 à Monza.

Von Brauchitsch remporte l'épreuve et, le lendemain, la monoplace est exposée, gagnant le surnom de « Flèche d'Argent ». Toutefois, cette histoire n'apparaît pas dans sa biographie d'Alfred Neubauer publiée en 1958 et aucune source contemporaine ne vient confirmer cette histoire. Il a cependant été établi que Manfred von Brauchitsch a piloté une Mercedes-Benz SSKL sur l'AVUS en 1932 que la radio locale couvrant l'épreuve désignait sous le nom de « Flèche d'Argent ». En 1934 Mercedes-Benz et Auto Union s'engagent à l'Avusrennen, les Mercedes ne prennent pas le départ et les Auto Union ne l'emportent pas. La course majeure suivante, l'Eifelrennen, aurait dû se disputer selon les règles de la nouvelle formule 750 kg, mais comme trop peu de participants avaient pu conformer leurs voitures aux règles, l'épreuve est disputée selon les règles de la Formule libre et aucune limite de poids n'était fixée,,,.
En 1937, Mercedes-Benz fabrique le moteur suralimenté type M125 de 646 ch (475 kW) des W125. Il faudra attendre le début des années 1980 pour rencontrer des voitures plus puissantes avec les moteurs turbocompressés en Formule 1. Les Flèches d'Argent (Mercedes-Benz et Auto Union) sont capables d'atteindre des vitesses de l'ordre de 300 km/h. En 1937 les voitures de record atteignent alors 400 km/h.
La domination des Flèches d'Argent en Grand Prix est telle qu'elle en devient légendaire. Elles l'emportent dès leur première course. À l'exception notable du Grand Prix d'Allemagne 1935 remporté par Tazio Nuvolari sur une Alfa Romeo, les Flèches d'Argent remportent toutes les courses du championnat d'Europe des pilotes jusqu'à l'apparition de la Seconde Guerre mondiale. Les pilotes Mercedes et Auto Union (Rudolf Caracciola, Bernd Rosemeyer ou encore Hermann Lang) ont été presque immédiatement associés à cette période de la compétition.
Mercedes-Benz rafle trois titres en 1935, 1937 et 1938 grâce à Caracciola, et Auto Union un titre grâce à Rosemeyer en 1936, et aurait pu prétendre au titre de 1939, qu'aurait acquis Hermann Paul Müller si la guerre n'avait pas eu lieu.

Les Flèches d'Argent en Grand Prix
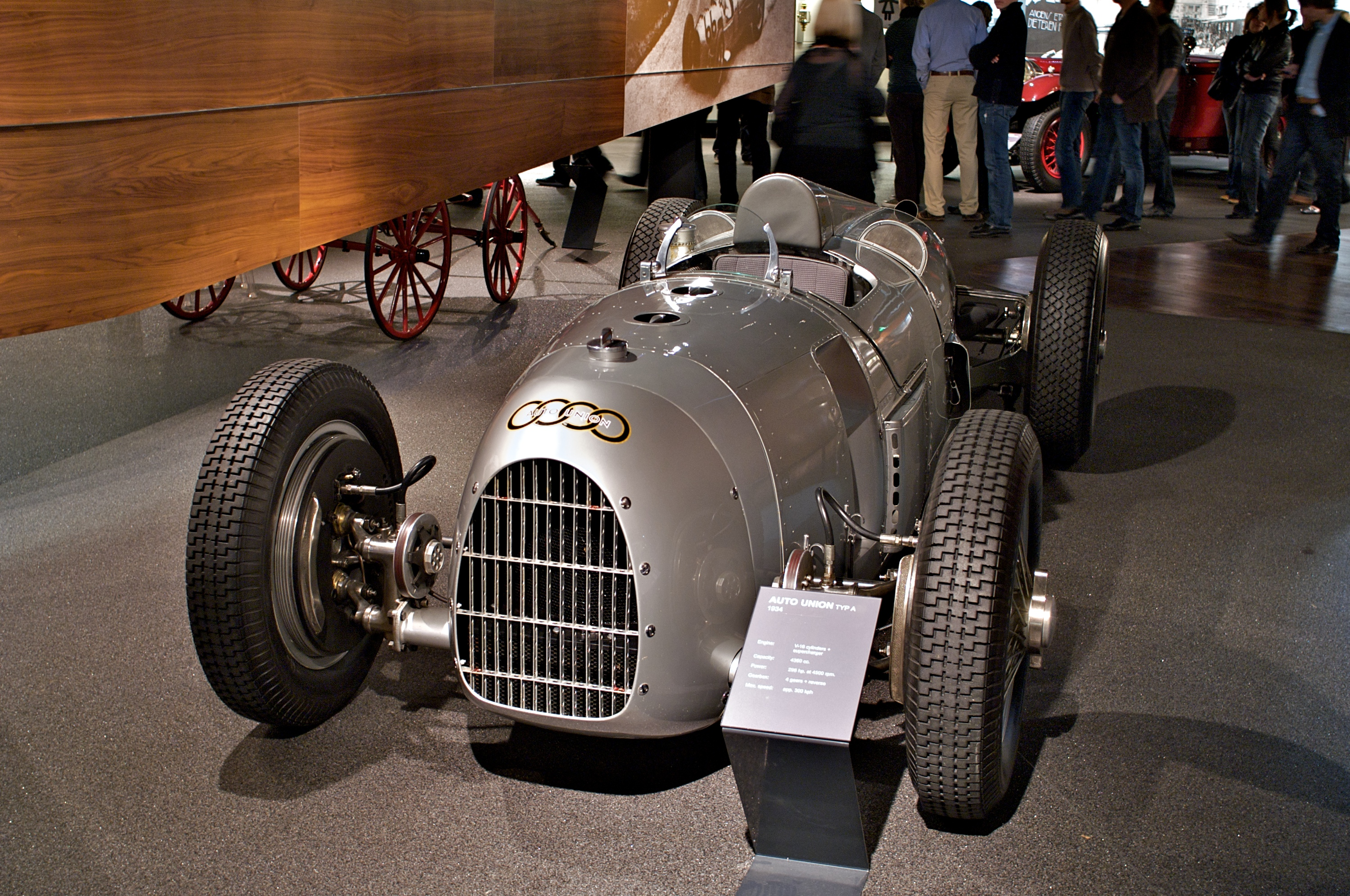
Auto Union Type A de 1934
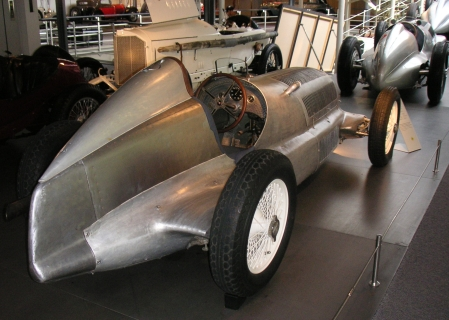
Mercedes-Benz W25 de 1934
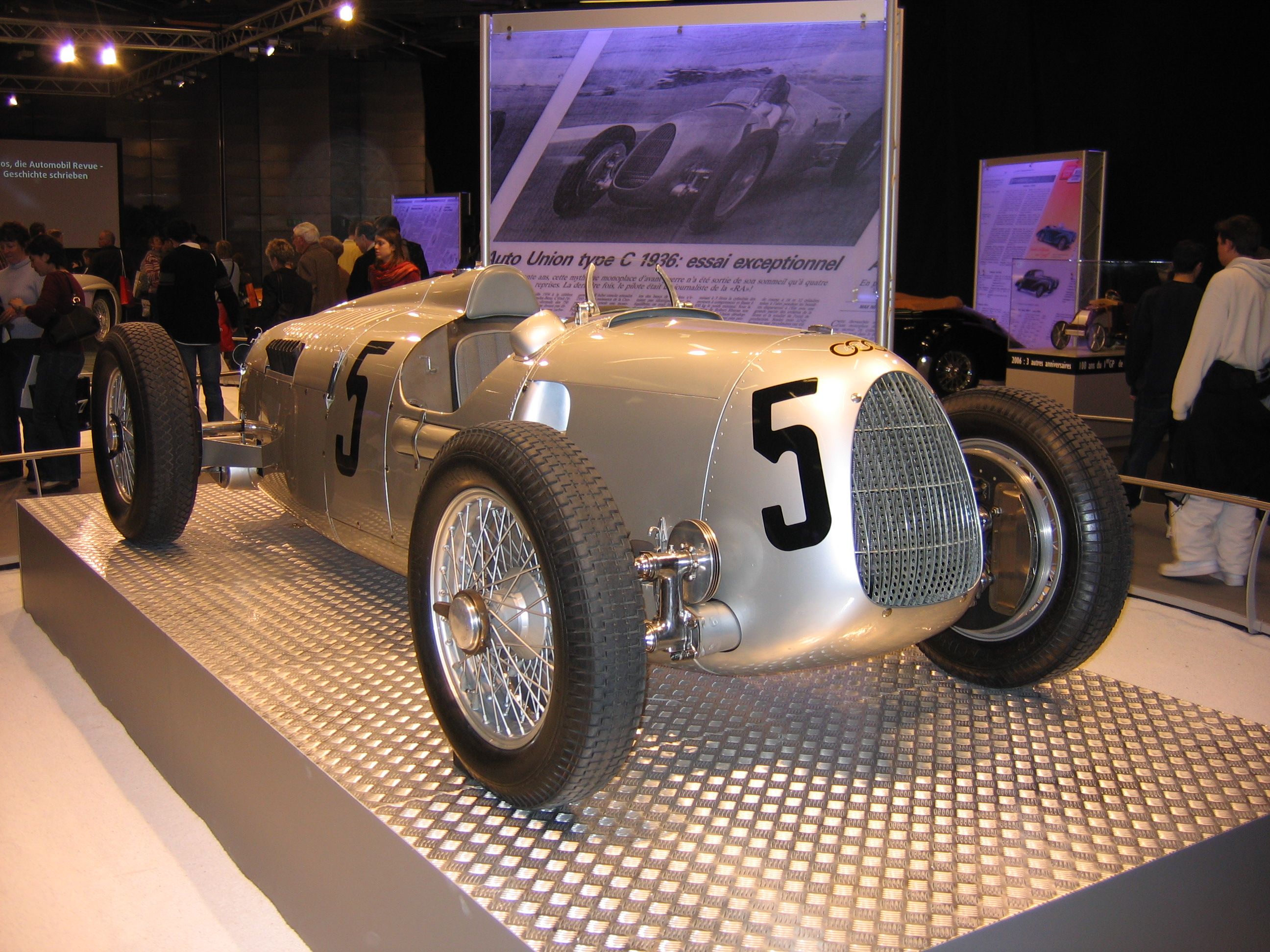
Auto Union Type C de 1936
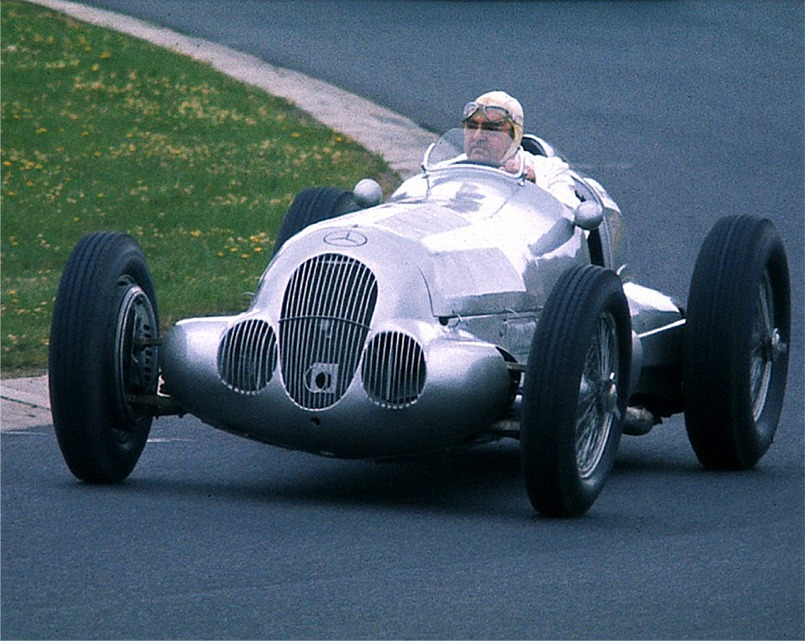
Mercedes-Benz W125 de 1937
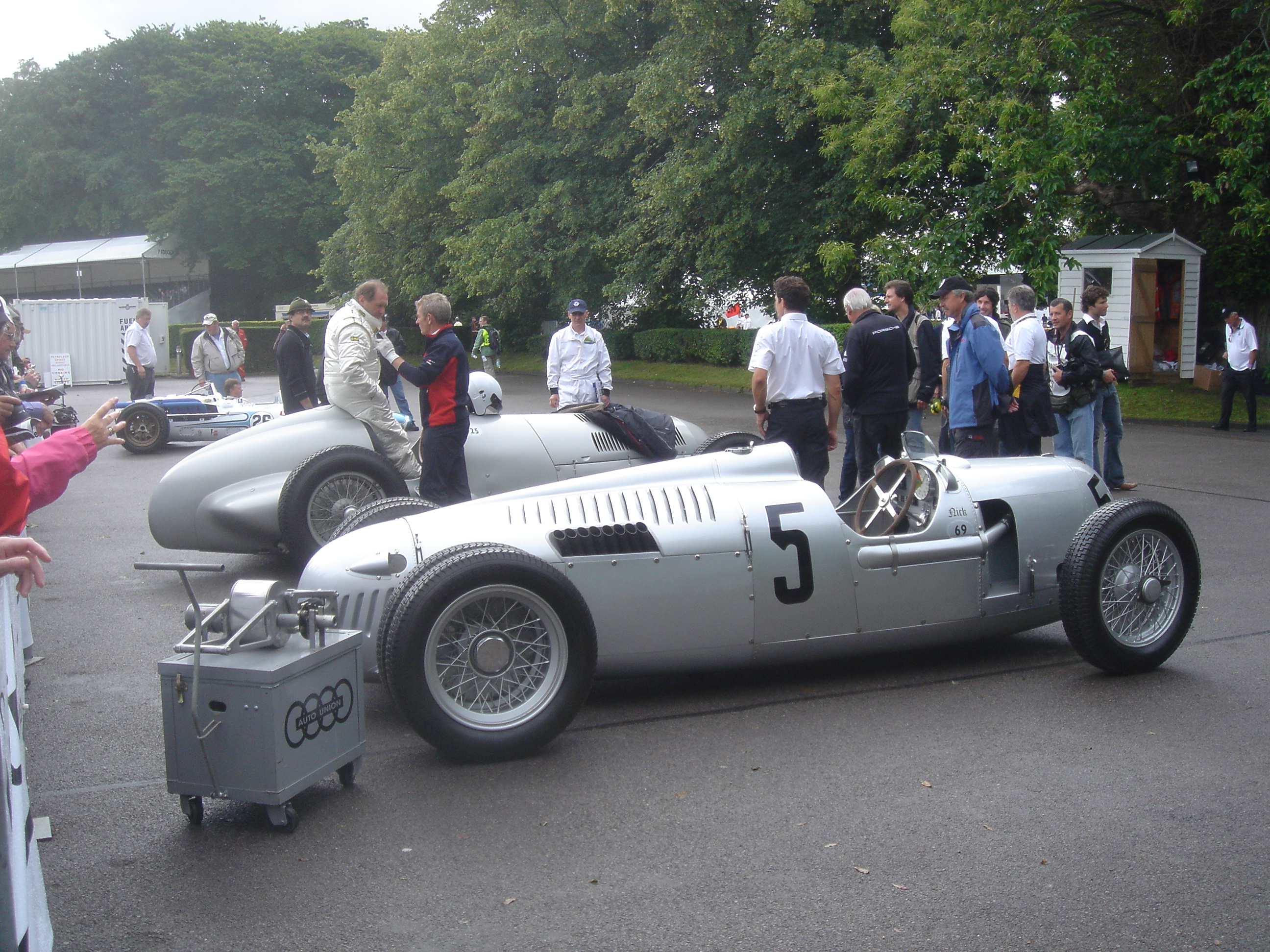
Auto Union et Mercedes de Grand Prix de 1937
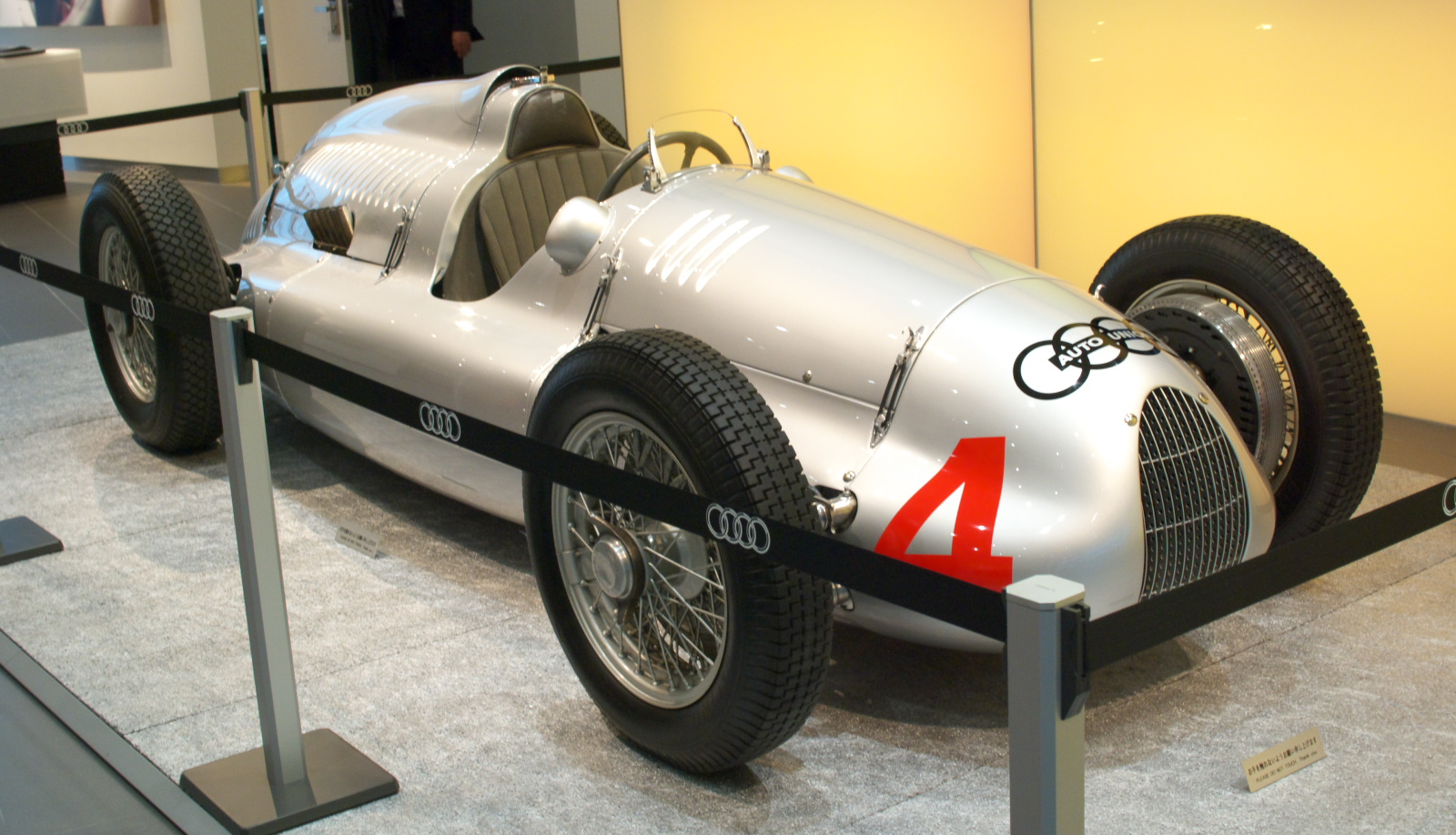
Auto Union Type D de 1938
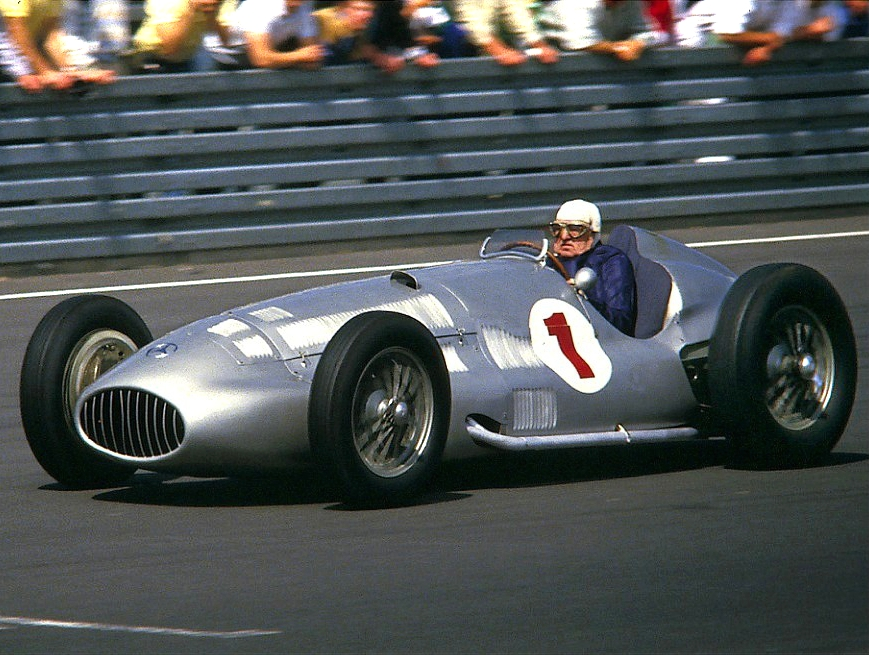
Mercedes-Benz W154 de 1938
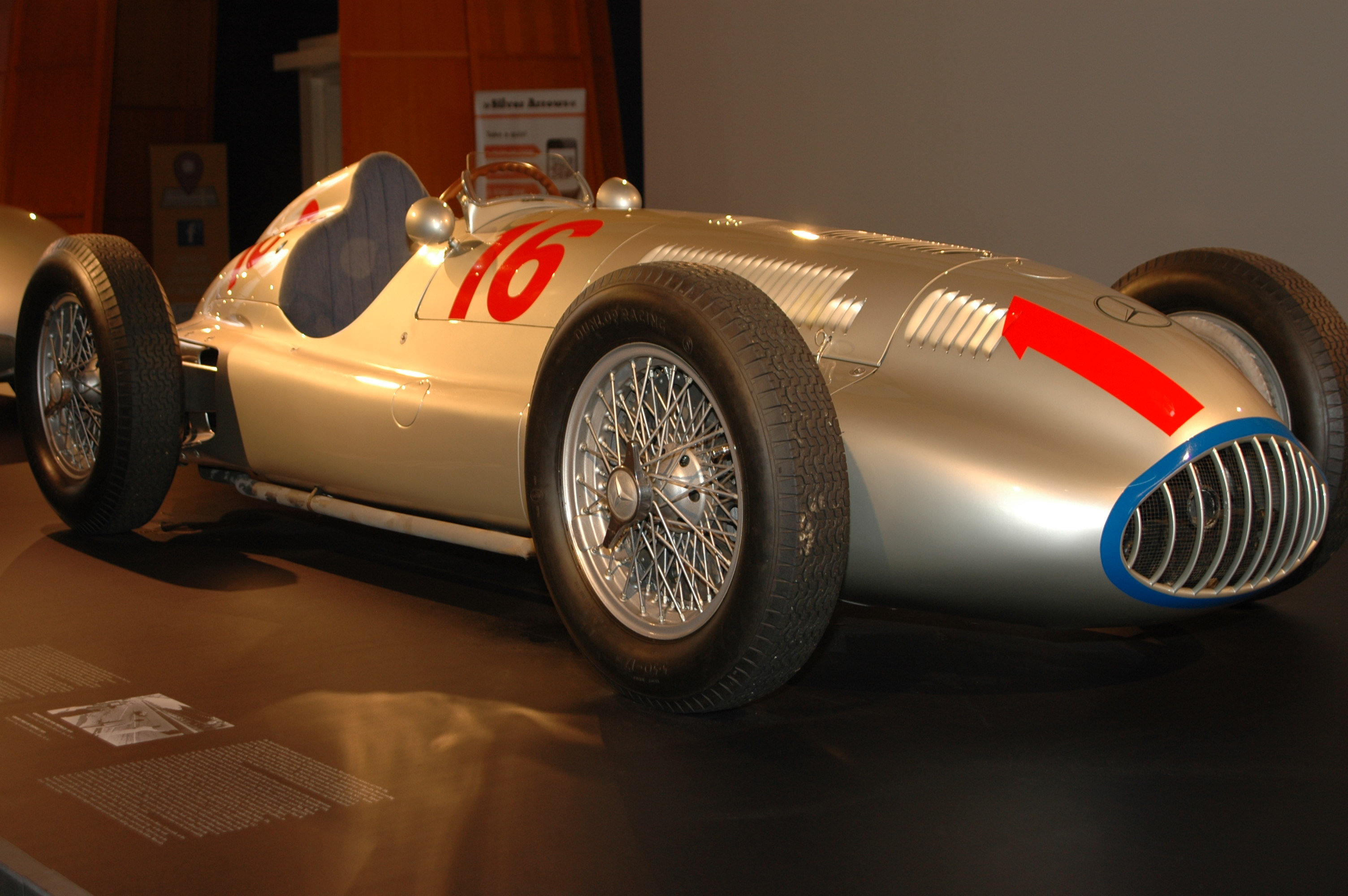
Mercedes-Benz W165 de 1939

## Postérité
En 1952, Mercedes-Benz retourne à la compétition avec les W194 "300 SL" qui remportent les 24 Heures du Mans 1952.
Puis, en 1954, vient l'engagement en Formule 1, à partir du Grand Prix de France à Reims, au mois de juillet. Le résultat est sans appel : au volant des W196, Juan Manuel Fangio et Karl Kling font le doublé en qualifications et ne laissent aucune chance à leurs adversaires en course, lesquels finissent à plus d'un tour. Mercedes devient la première écurie de Formule 1 à faire la pole position et à s'imposer dès son premier Grand Prix. Fangio remporte aisément le titre mondial 1954. En 1955, il fait équipe avec le Britannique Stirling Moss, et c'est une deuxième saison de domination pour la firme allemande qui rafle un deuxième titre mondial des pilotes consécutif avec Fangio. Parallèlement à la Formule 1, Mercedes dérive la 300 SLR qui remportera plusieurs victoires en Championnat du monde des voitures de sport jusqu'à l'accident de Pierre Levegh aux 24 Heures du Mans 1955 où 84 spectateurs périssent. L'écurie dispute encore le RAC Tourist Trophy et les Targa Florio, qu'elle remporte, mais elle se retire aussitôt de toute compétition pour près de trois décennies. Toutefois, il n'en a pas fallu plus pour associer les W194, W196 et 300 SLR aux Flèches d'Argent d'avant-guerre. Ces voitures auront remporté les trois épreuves auxquelles elles ont participé en voitures de sport, et auront signé 9 victoires, 8 pole positions, 9 meilleurs tours et 17 podiums en 12 Grands Prix de Formule 1.
En 1956, Porsche aligne à la Targa Florio une 550A. Fritz Huschke von Hanstein, le directeur sportif de la petite équipe choisit pour pilote Umberto Maglioli, le vainqueur de l'édition 1953 sur Lancia D20. Pour éviter de rappeler les Mercedes et Auto Union d'avant-guerre, la voiture est peinte au pinceau en blanc et un drapeau italien est peint en l'honneur de Maglioli sur le capot. Porsche l'emporte et, si la voiture avait été peinte en couleur argent, il est fort probable que Porsche (dont c'était la première victoire majeure de portée internationale) aurait été associée aux Flèches d'Argent.
Mercedes est depuis revenu en compétition en produisant les moteurs qui équipent les Sauber engagées en DTM dans les années 1980.

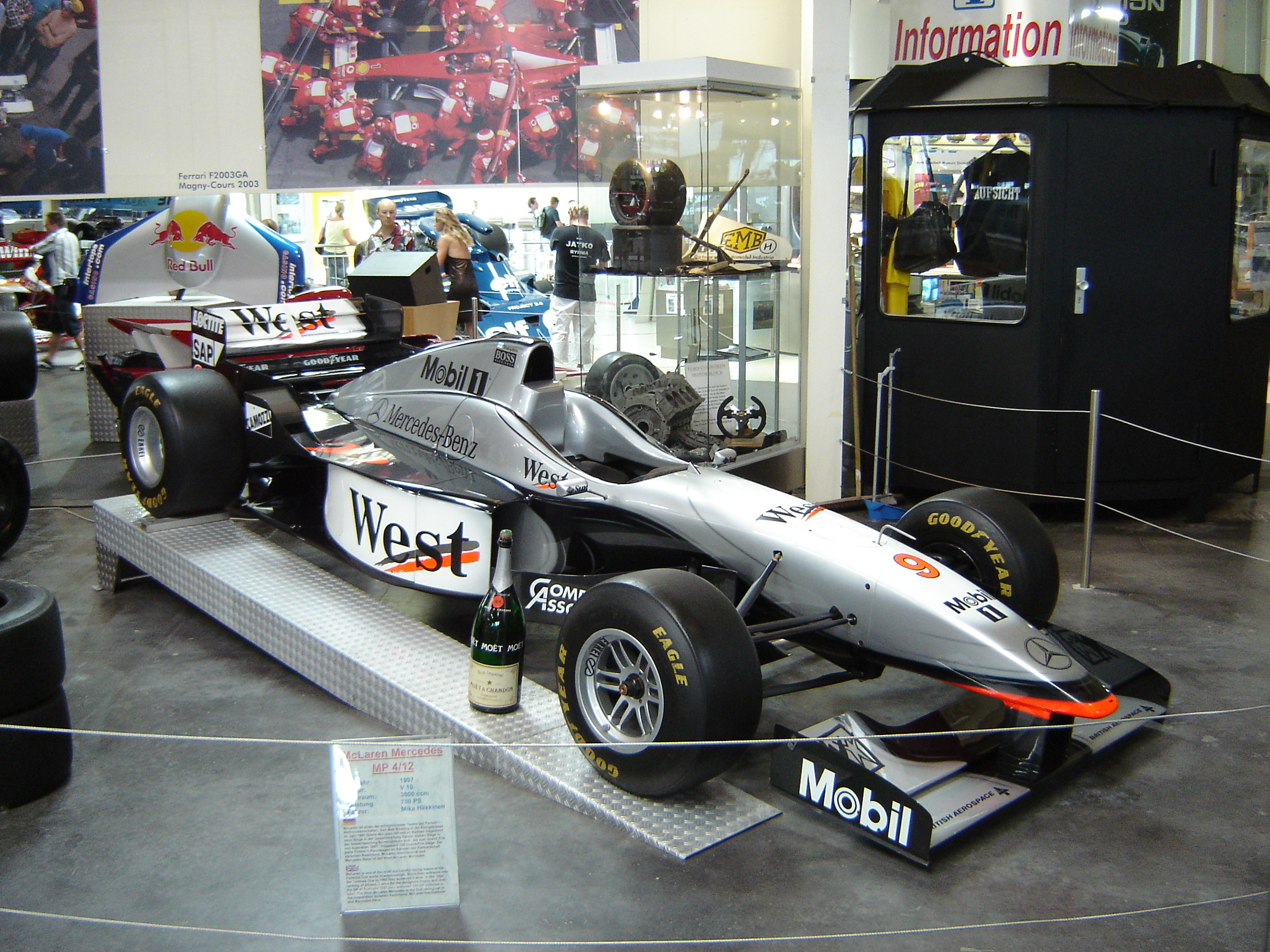
La McLaren MP4-12 de 1997, motorisée par Mercedes, improprement dénommée Flèche d'Argent

À partir de 1997, l'écurie britannique de Formule 1 McLaren Racing, motorisée par Mercedes adopte une livrée argentée, et les monoplaces sont régulièrement dénommées Flèches d'Argent par les médias. En 2015, Honda devient le motoriste et l'écurie abandonne définitivement la couleur argentée.
Certaines compagnies automobiles allemandes proposent la nuance Silver Arrow Grey ou Silberpfeil-Grau. Mercedes et Auto Union ne sont pas les seules firmes à avoir arboré les couleurs des Flèches d'Argent, Audi, Porsche et BMW l'ont fait. Aux 24 Heures du Mans 1999, sept voitures arborant les couleurs des Flèches d'Argent se sont engagées dans l'épreuve mancelle : trois Mercedes-Benz CLR, deux Audi R8C et deux Audi R8R (qui se sont classées troisième et quatrième).
En 2010, Mercedes GP rachète l'écurie Brawn GP, championne du monde la saison précédente, pour leur première saison en tant que constructeur à part entière en championnat de Formule 1 depuis 1955, signant le retour des Flèches d'Argent en Grand Prix. Ross Brawn y dirige les Allemands Nico Rosberg et le septuple champion du monde Michael Schumacher. En trois saisons et 58 Grands Prix de collaboration, Rosberg et Schumacher auront signé une victoire, une pole position et six podiums, et au championnat constructeurs, Mercedes se classe quatrième en 2010 et 2011, puis cinquième en 2012.
En 2013, sous la direction de Toto Wolff, le champion du monde 2008 Lewis Hamilton rejoint l'équipe après la retraite de Schumacher. Lui et Rosberg remportent trois victoires et replacent Mercedes à la place de vice-championne du monde derrière Red Bull Racing.
Lors du Championnat du monde de Formule 1 2014, Mercedes, qui a conçu la meilleure voiture, avec la W05 Hybrid, propulsée par le meilleur moteur V6 turbo hybride, domine largement la saison, signant notamment les records de 16 victoires, 18 pole positions, 11 doublés, et 31 podiums sur les 19 Grands Prix de la saison, et remporte le titre mondial des constructeurs, ce qui est pour les Flèches d'Argent, « la première fois en 120 ans de sport automobile » tandis que Lewis Hamilton est champion du monde. Un fait notable de la saison est la victoire de Rosberg au Grand Prix d'Allemagne, la première d'un pilote allemand sur une monoplace allemande en Allemagne depuis Rudolf Caracciola en 1939 sur la Mercedes-Benz W154.
En 2015, les Flèches d'Argent restent sans concurrence et signent 16 victoires et 18 pole positions sur 19 courses (comme en 2014), montent 32 fois sur le podium, réalisent 12 doublés (battant au passage leur propre record de 11 doublés réalisé en 2014), et conservent le titre des constructeurs, tandis qu'Hamilton gagne son deuxième titre des pilotes consécutif.
En 2016, la concurrence n'est toujours pas au rendez-vous et la Mercedes AMG F1 W07 Hybrid devient la monoplace comptant le plus de victoires (19), de pole positions (20) et de podiums (33) sur une saison. À son volant, Nico Rosberg (9 victoires) devient champion du monde avec cinq points d'avance sur Lewis Hamilton (10 victoires), tandis que Mercedes gagne son troisième titre mondial des constructeurs. Fort de ce titre mondial, Rosberg annonce sa retraite à la fin de la saison. Durant ces trois années de domination absolue, Rosberg et Hamilton signent pas moins de 51 victoires, 56 pole positions, 34 meilleurs tours, 96 podiums et 31 doublés en 59 Grands Prix.
Au volant de la Mercedes AMG F1 W08 EQ Power+ en 2017, au terme d'une saison un peu plus disputée où la Scuderia Ferrari et Sebastian Vettel s'affirment en tant qu'adversaires, Lewis Hamilton remporte son quatrième titre de champion du monde, tandis que Mercedes, aidée par le Finlandais Valtteri Bottas, gagne son quatrième titre mondial constructeurs consécutif. Hamilton et Bottas signent ensemble 12 victoires, 15 pole positions, 26 podiums et quatre doublés en 20 Grands Prix. Mercedes parvient en 2021 à huit titres des constructeurs consécutifs (record) en remportant le championnat 2021, tandis que Lewis Hamilton arrive à égaler Michael Schumacher avec sept sacres chez les pilotes en dominant les éditions de 2017 à 2020, cédant toutefois son titre à Max Verstappen mais en dépassant les 100 pole positions et plus de 100 victoires la saison suivante. De 2014 à 2020, l'écurie obtient 109 pole positions, 102 victoires et 204 podiums en 137 Grands Prix, et réalisent 58 doublés.
Le 2 mai 2022, Audi (successeur historique d'Auto Union) et Porsche, qui appartiennent au groupe Volkswagen, annoncent leur retour dans Championnat du monde de Formule 1 en 2026.

Les Flèches d'Argent en Formule 1
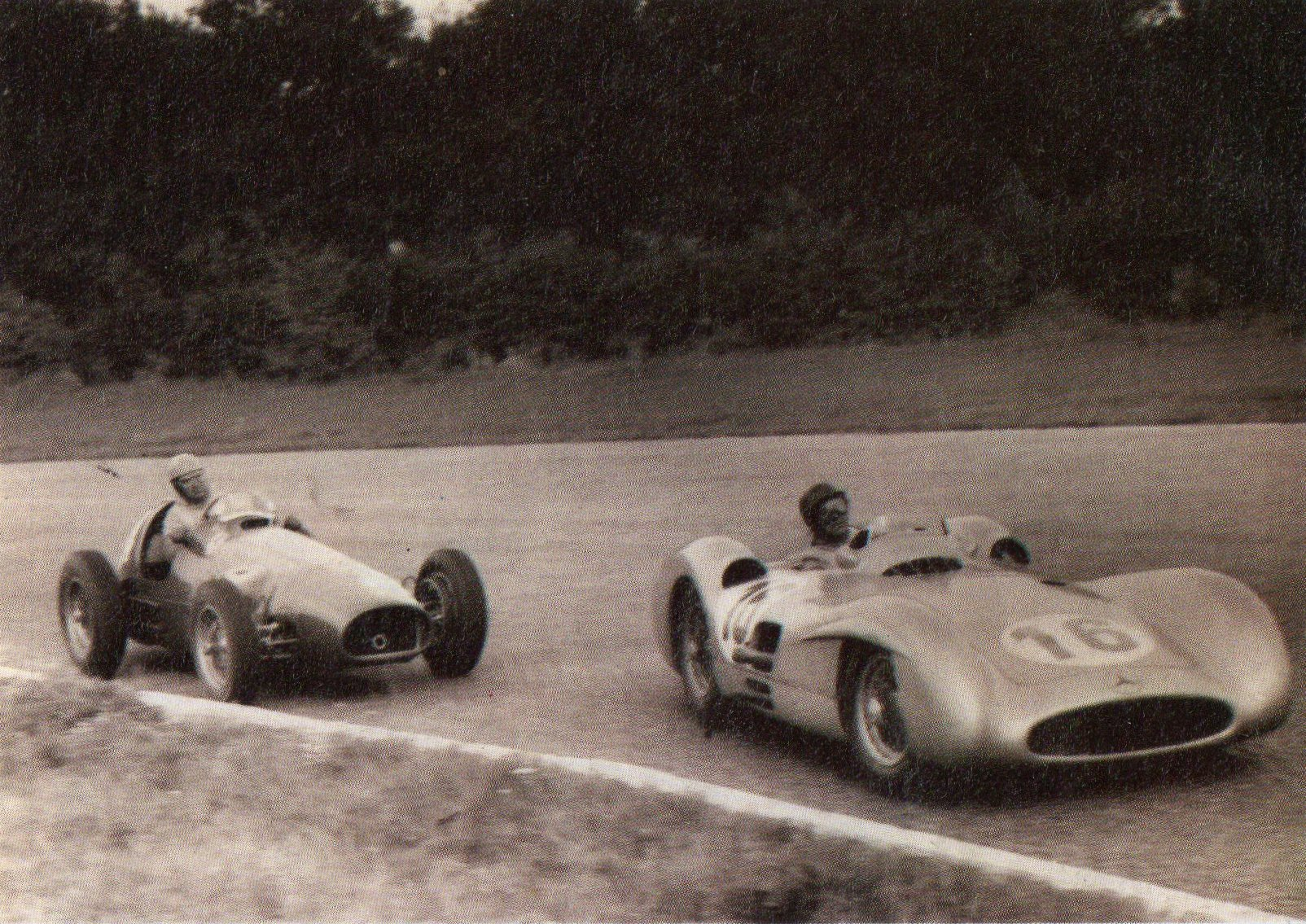
Juan Manuel Fangio (poursuivi par Alberto Ascari) au volant de la W196 au Grand Prix d'Italie 1954
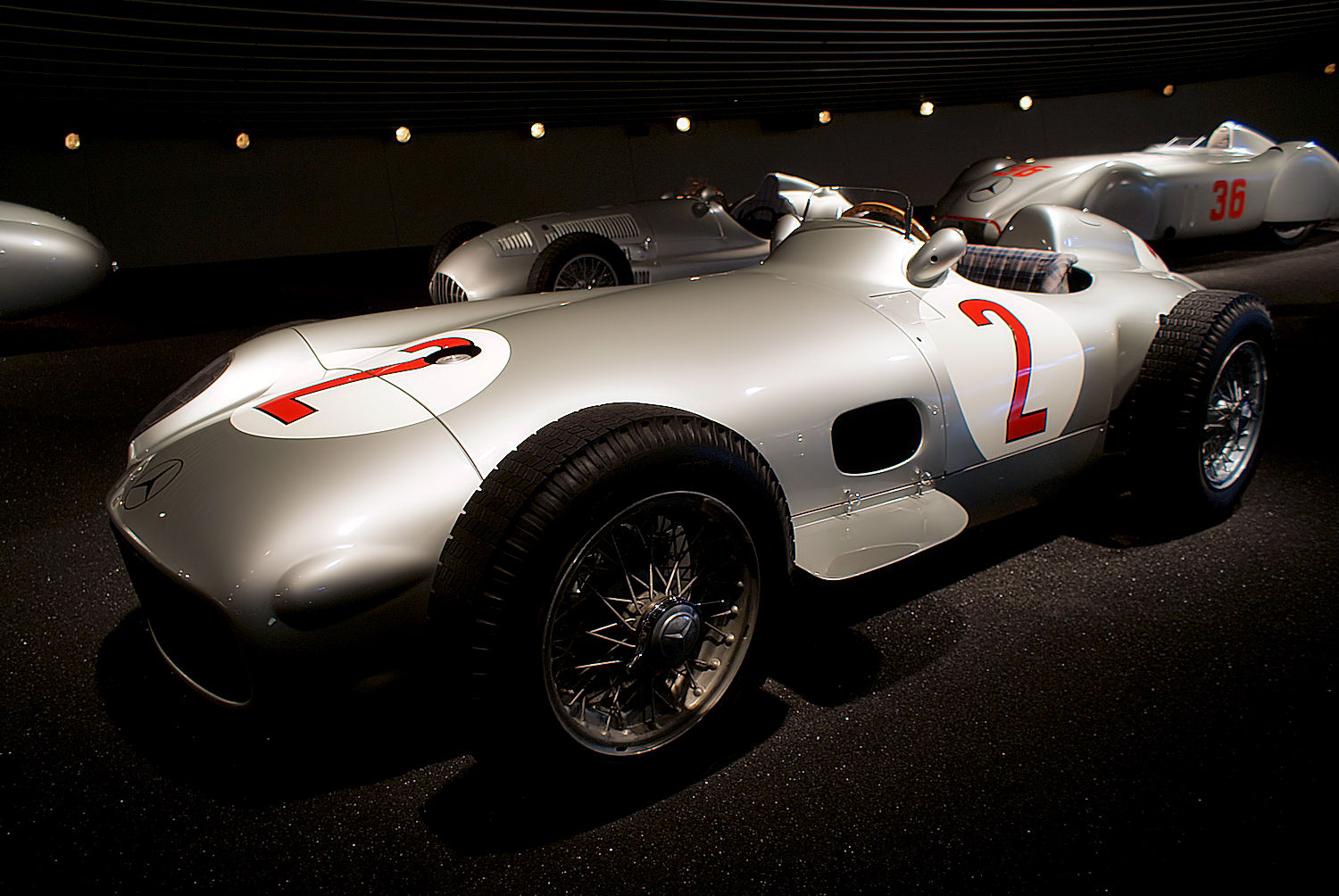
La W196R qui a amené le titre mondial à Juan Manuel Fangio en 1955
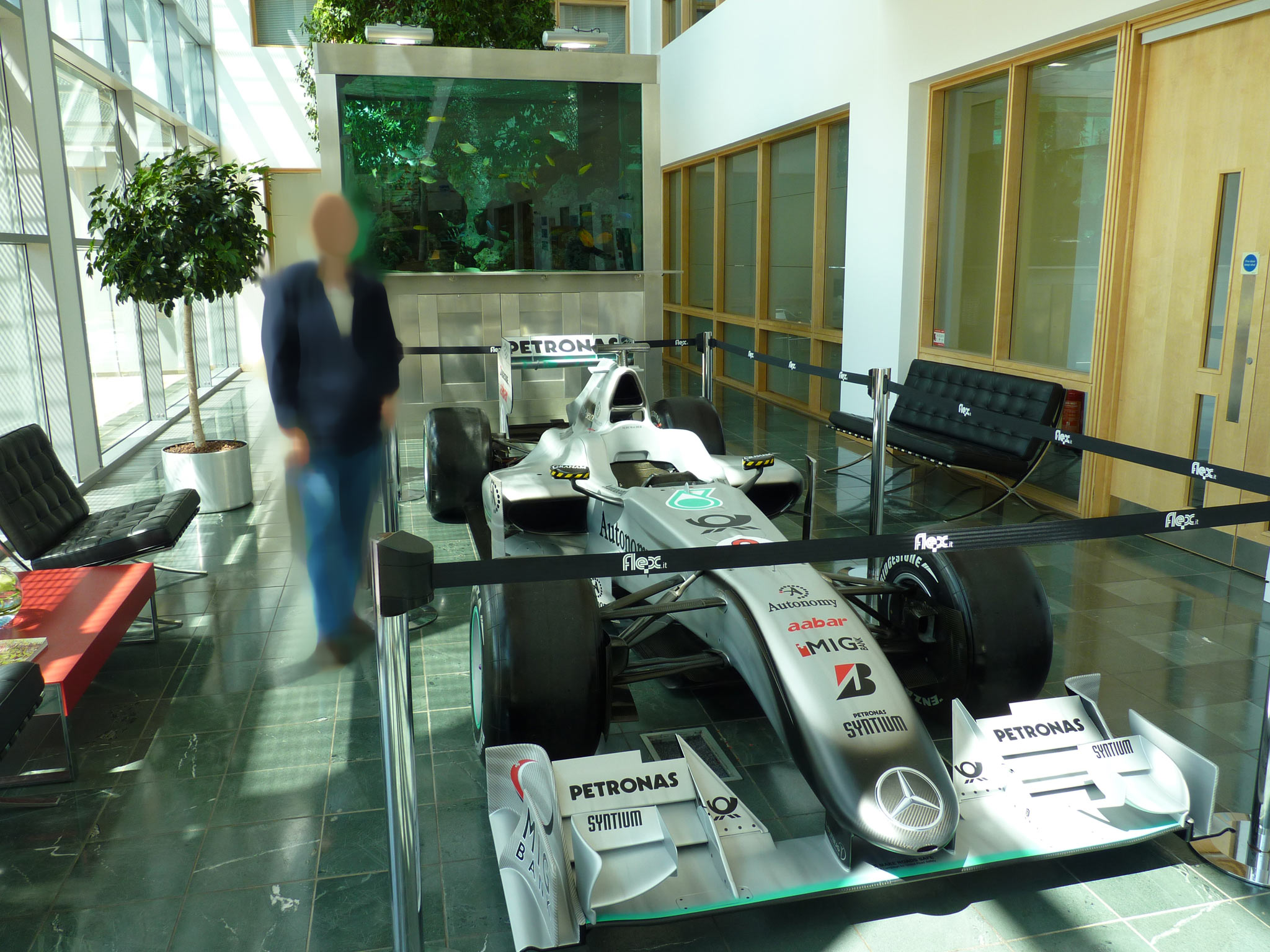
La Mercedes MGP W01, monoplace avec laquelle Mercedes a fait son retour en Formule 1 après 55 ans d'absence
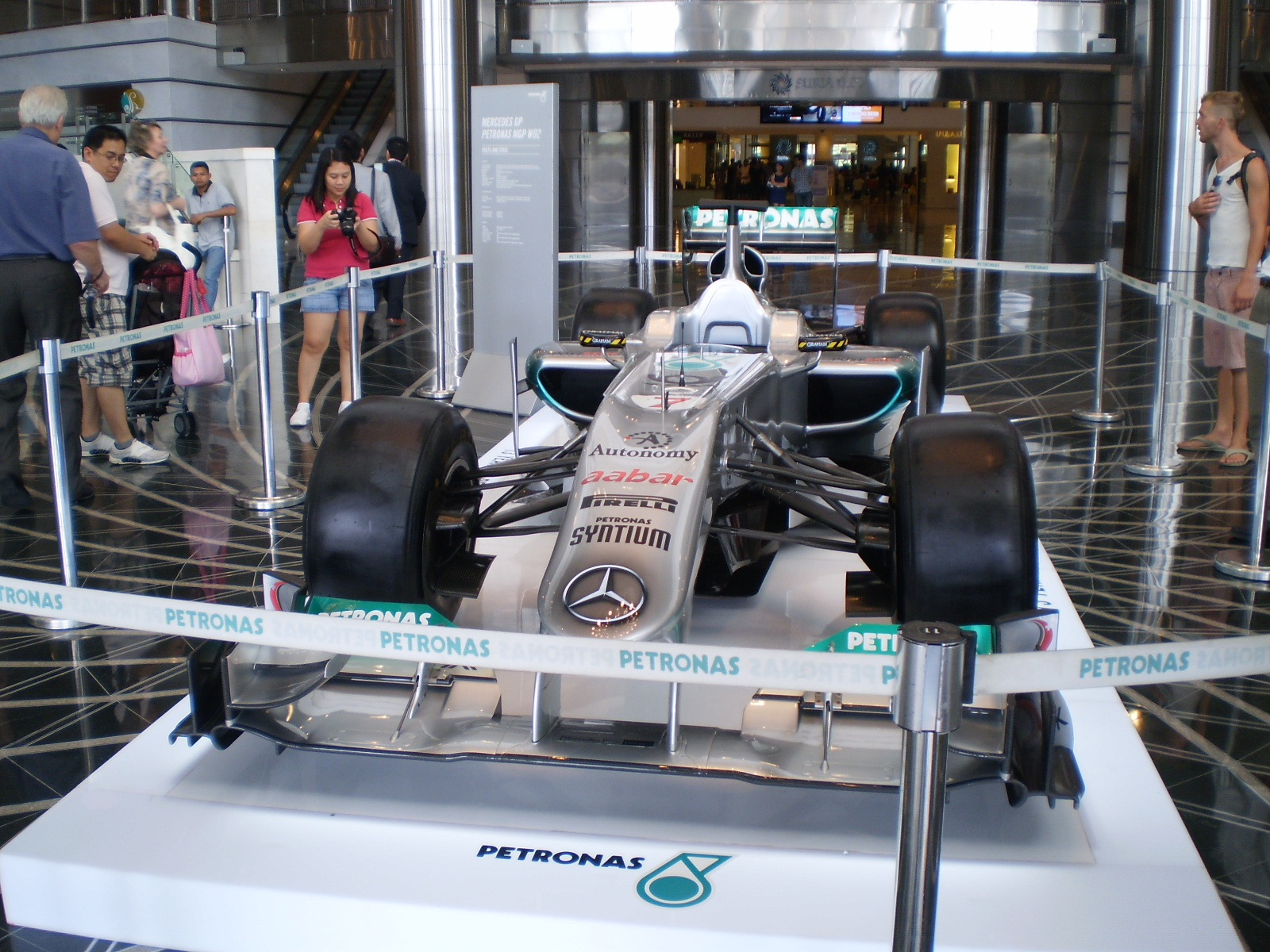
Mercedes termine quatrième avec la MGP W02 en 2011
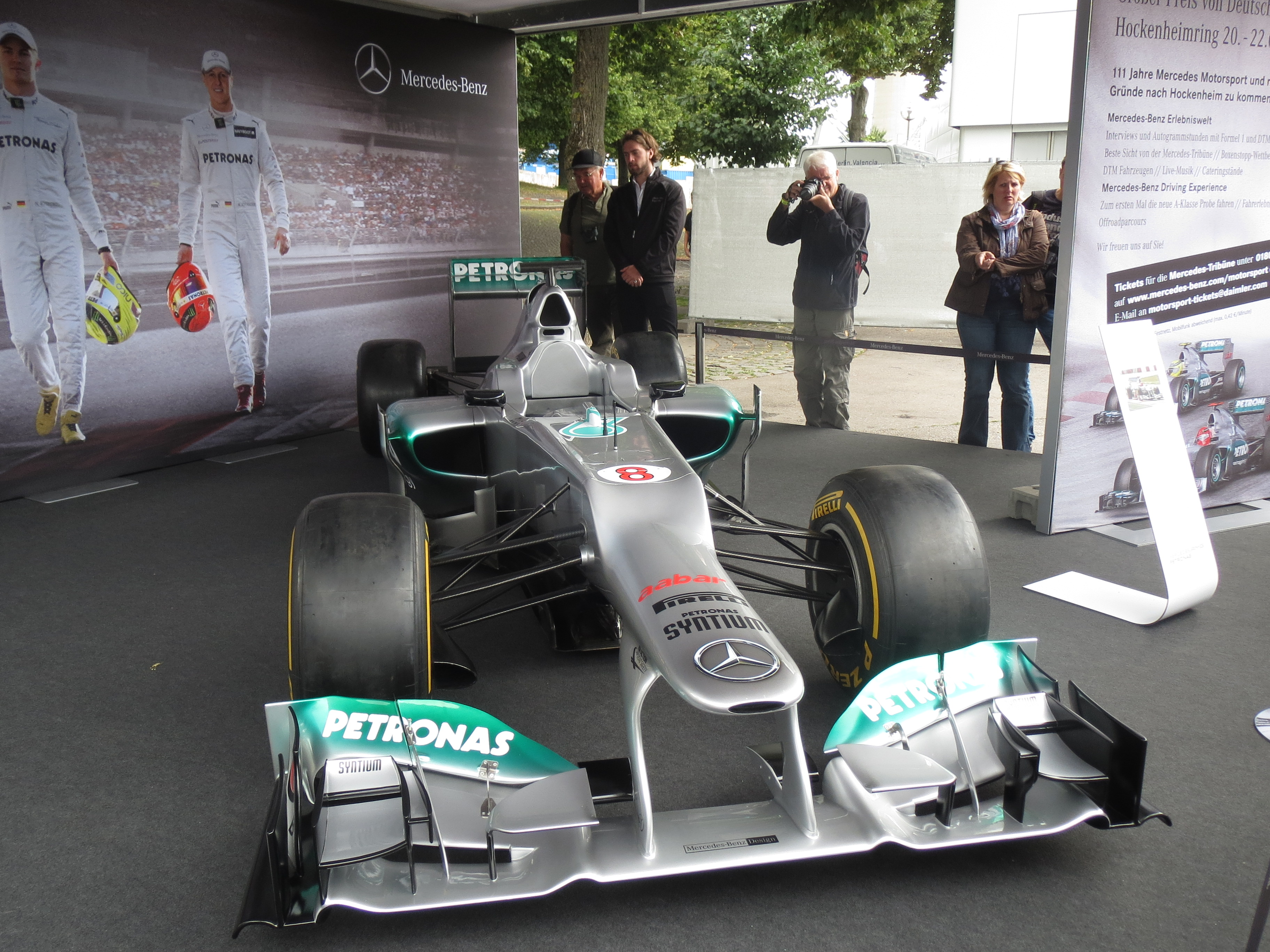
Mercedes remporte sa première victoire en Formule 1 depuis 57 ans avec la F1 W03 en 2012
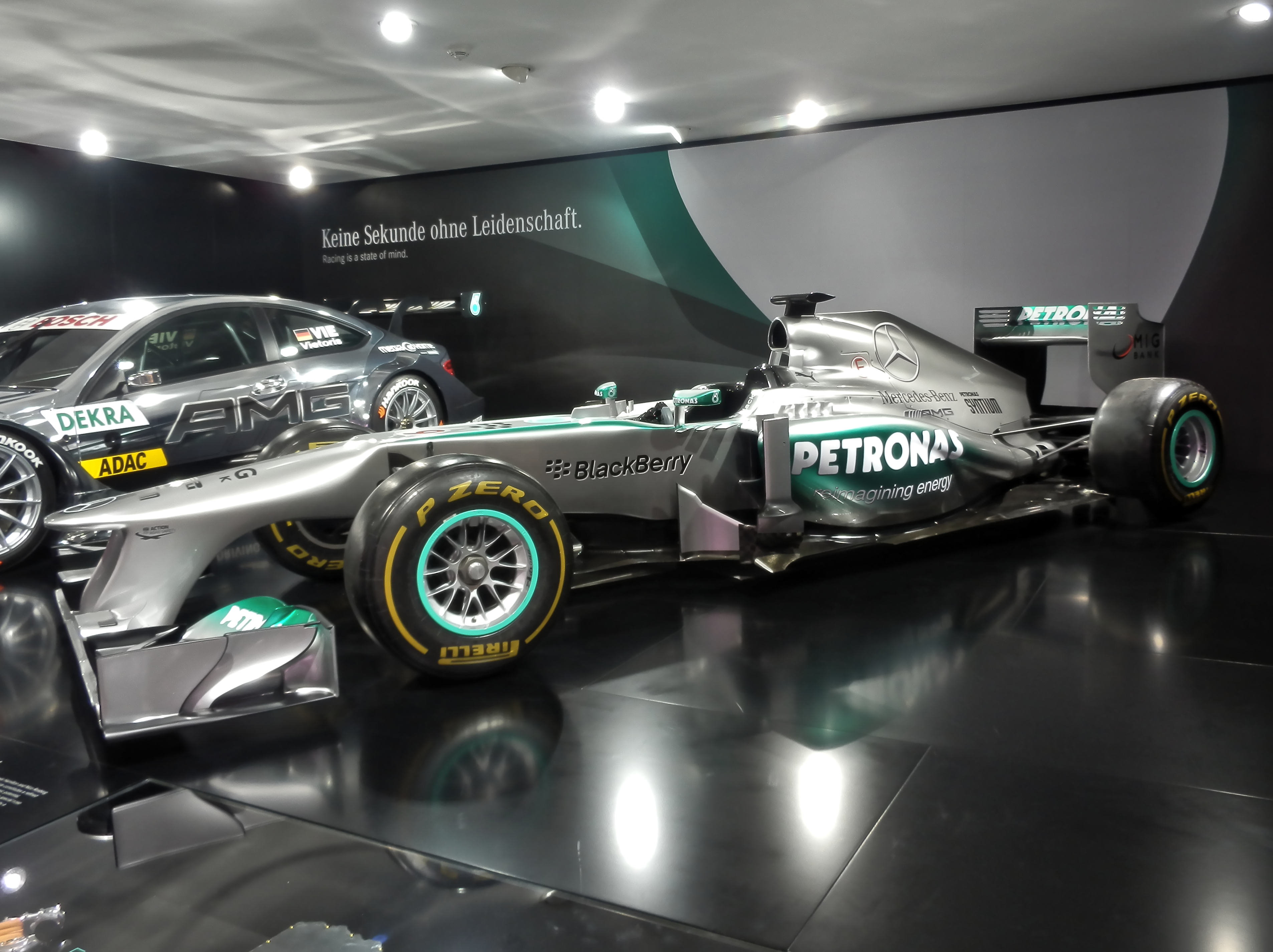
Mercedes termine vice-championne du monde avec la F1 W04 en 2013
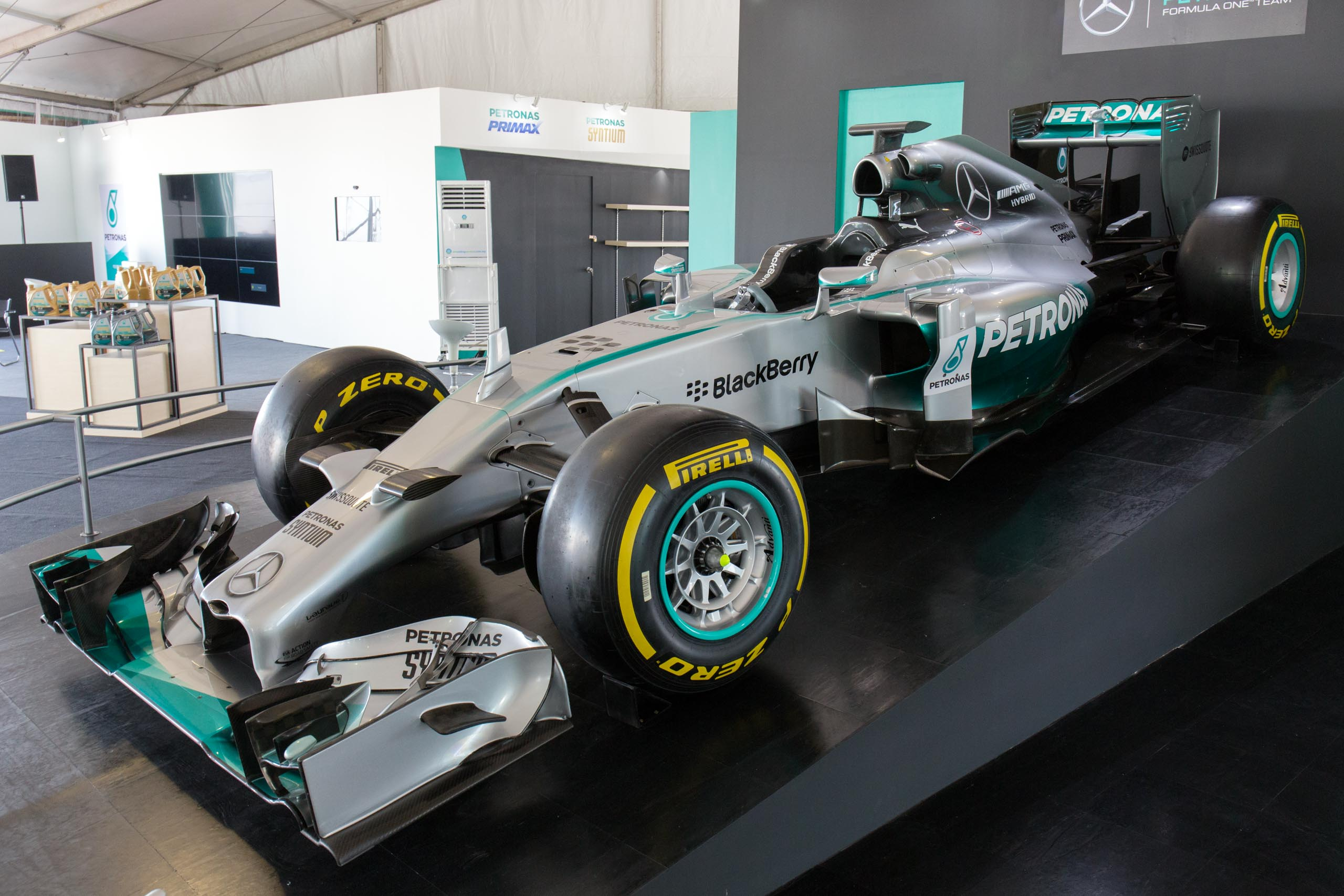
La Mercedes F1 W05 Hybrid ayant amené à Mercedes son premier titre mondial des constructeurs en 2014
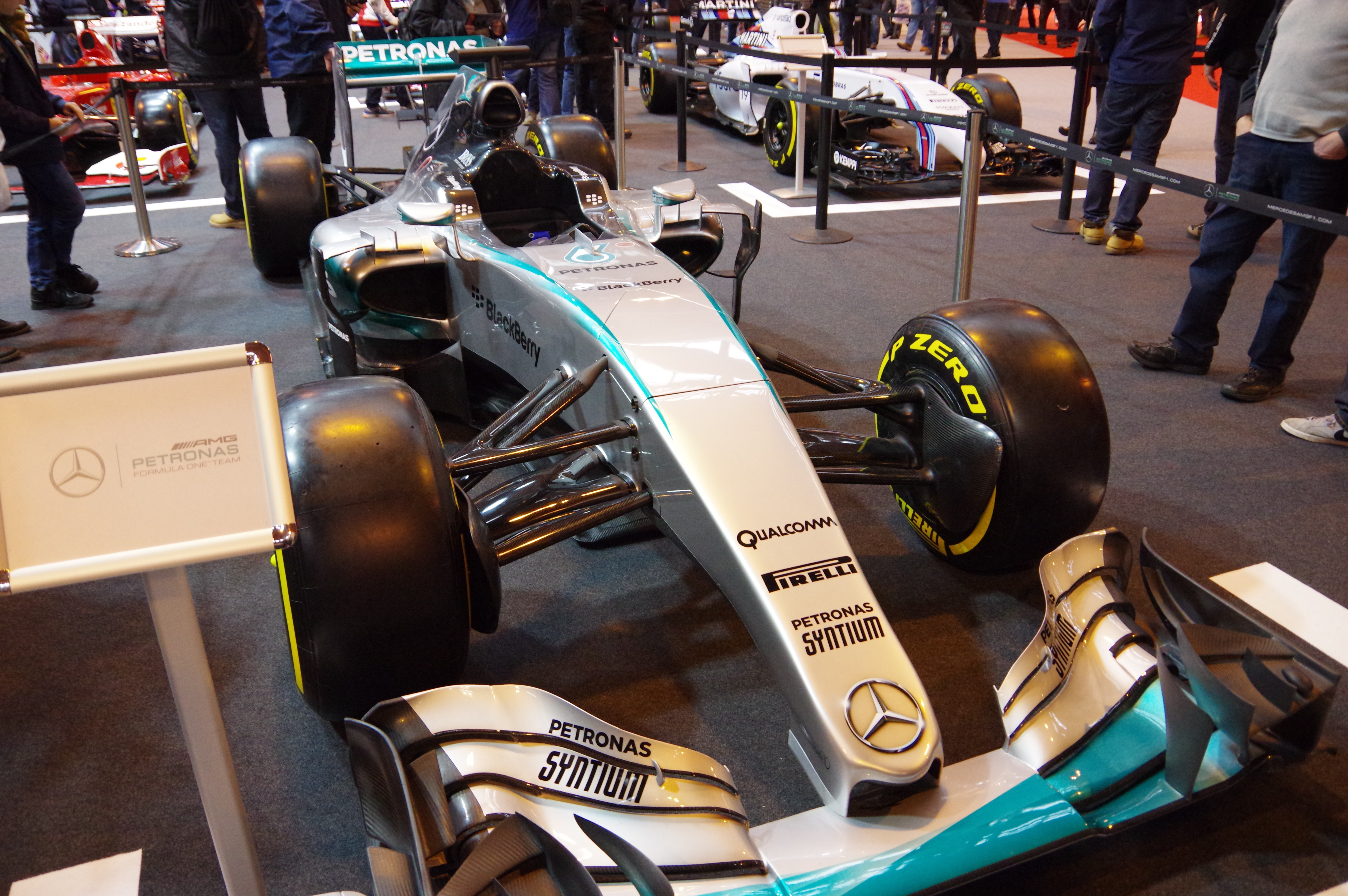
Mercedes conserve son titre mondial en 2015 avec la F1 W06 Hybrid
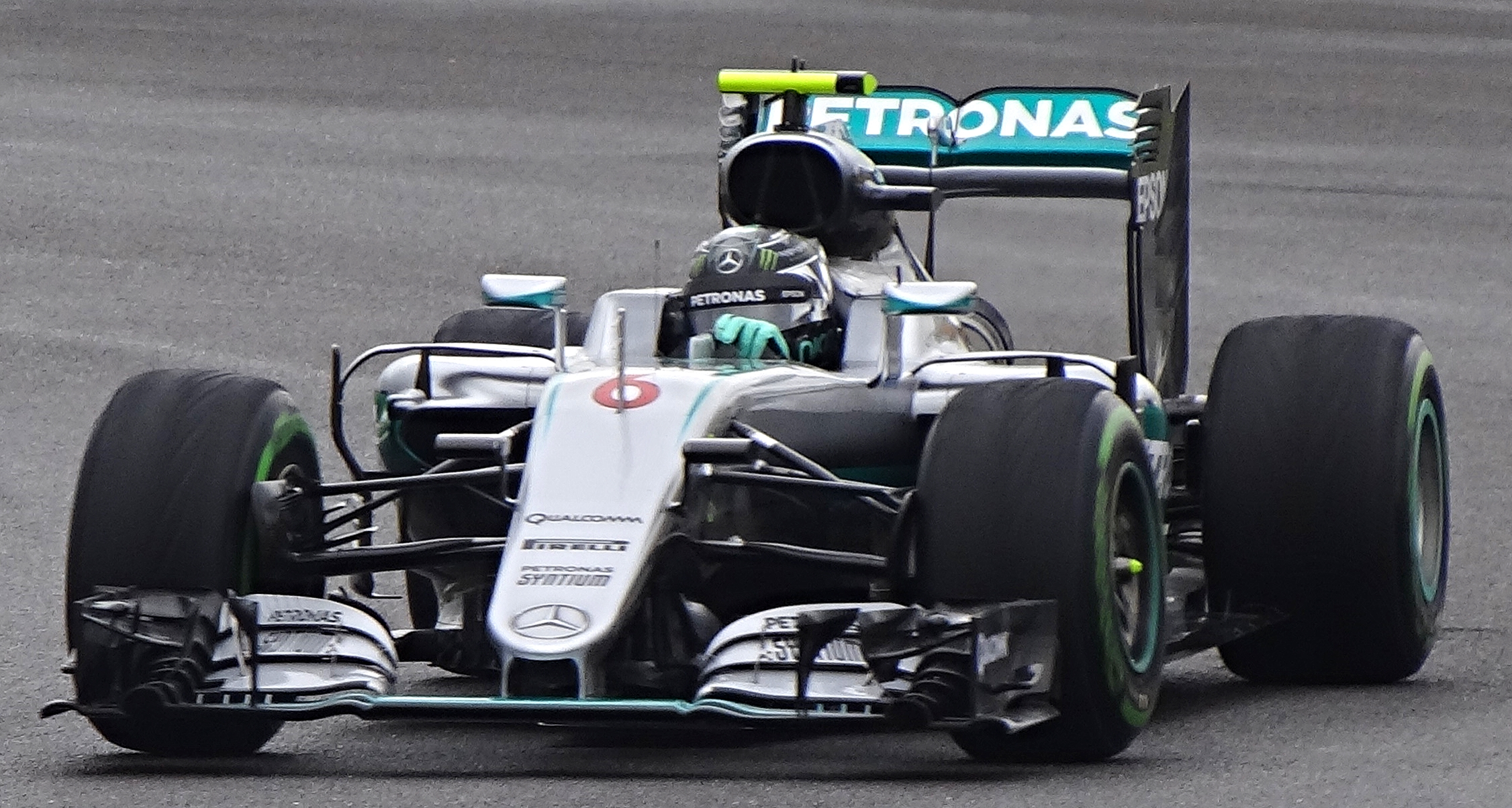
La Mercedes AMG F1 W07 Hybrid, la Flèche d'Argent championne du monde en 2016, ici pilotée par Nico Rosberg au Grand Prix de Grande-Bretagne
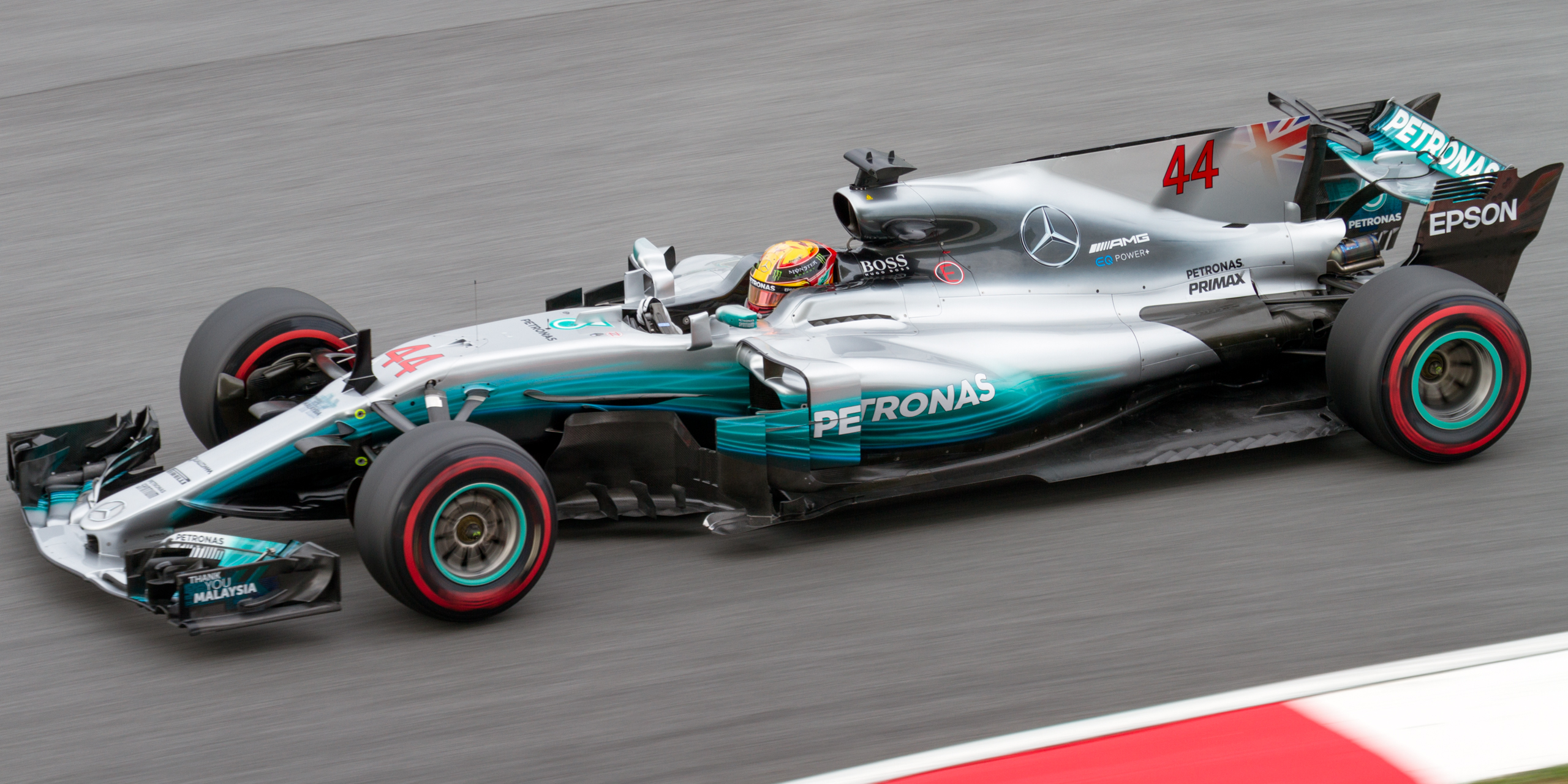
La Mercedes AMG F1 W08 EQ Power+, championne du monde 2017, ici pilotée par Lewis Hamilton au Grand Prix de Malaisie
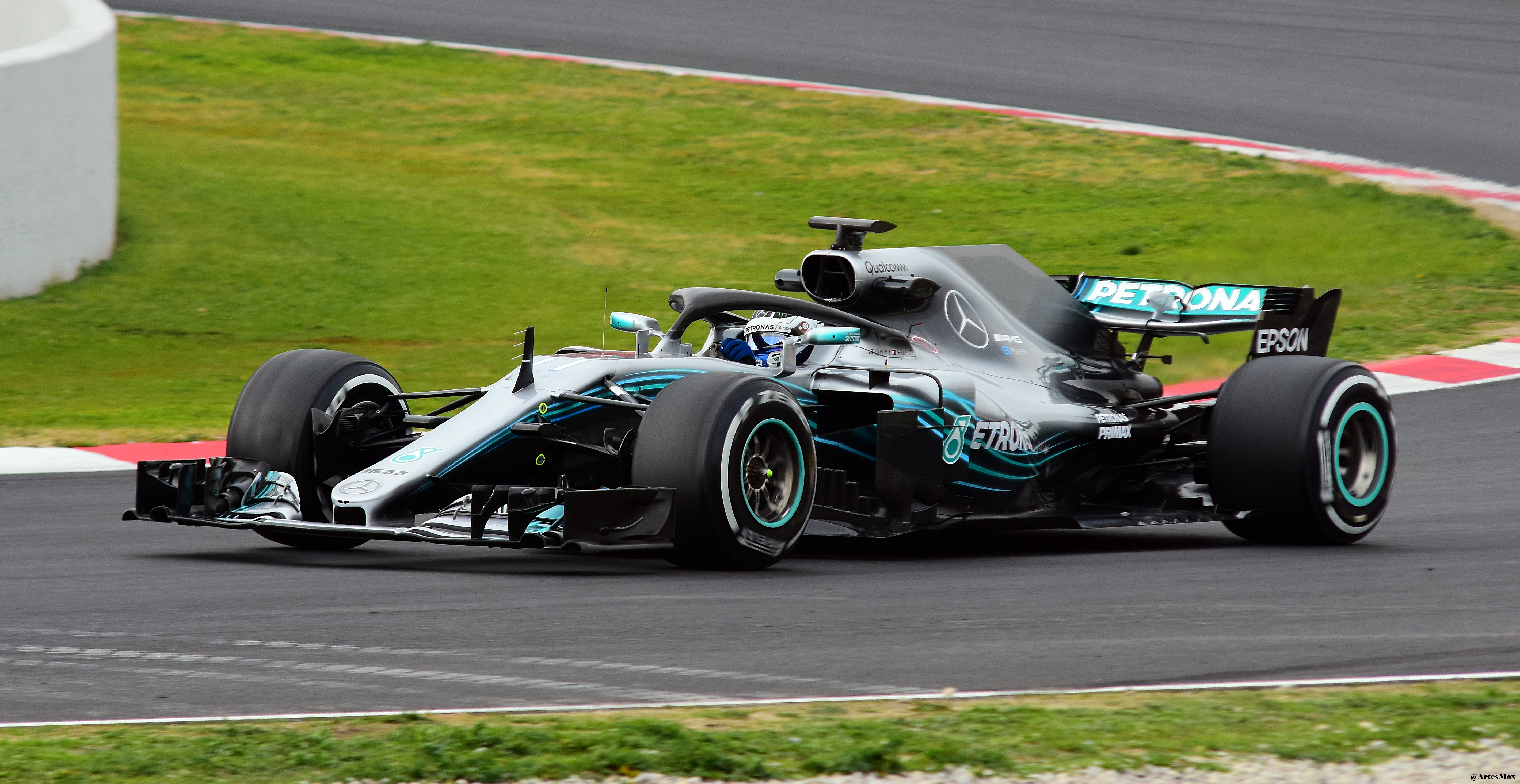
La Mercedes AMG F1 W09 EQ Power+, monoplace 2018, ici pilotée par Valtteri Bottas en essais de pré-saison à Barcelone